# Leo Tover
Leo Tover, A.S.C., est un directeur de la photographie américain, de son nom complet Leopold Tover, né à New Haven (Connecticut, États-Unis) le 6 décembre 1902, décédé à Los Angeles (Californie, États-Unis) le 30 décembre 1964.

## Biographie
Leo Tover collabore à 123 films américains — dont cinq films muets — entre 1926 et 1965 (ses deux derniers films sortent l'année suivant sa mort).
Il assiste notamment les réalisateurs George Archainbaud (ex. : Treize femmes en 1932, avec Irene Dunne et Ricardo Cortez), Henry Hathaway (Le soleil se lève aussi en 1957, avec Tyrone Power et Ava Gardner), Ernst Lubitsch (La Huitième Femme de Barbe-Bleue en 1938, avec Claudette Colbert et Gary Cooper), Robert Wise (Le Jour où la Terre s'arrêta en 1951, avec Michael Rennie et Patricia Neal), ou encore William Wyler (L'Héritière en 1949, avec Olivia de Havilland et Montgomery Clift), entre autres.
Durant sa carrière, il reçoit deux nominations (voir détails ci-dessous) à l'Oscar de la meilleure photographie, mais n'en gagne pas.

## Filmographie partielle
- 1926 : Le Bel Âge (Fascinating Youth) de Sam Wood
- 1926 : Gatsby le Magnifique (The Great Gatsby) d'Herbert Brenon
- 1927 : Love's Greatest Mistake d'A. Edward Sutherland
- 1930 : The Silver Horde de George Archainbaud
- 1931 : Transgression de Herbert Brenon
- 1931 : The Gay Diplomat de Richard Boleslawski
- 1931 : La Princesse amoureuse (The Royal Bed) de Lowell Sherman
- 1932 : Un mauvais garçon (No Man of her Own) de Wesley Ruggles
- 1932 : Treize Femmes ou Hypnose (Thirteen Women) de George Archainbaud
- 1932 : L'Âme du ghetto (Symphony of Six Million) de Gregory La Cava
- 1932 : Quatre de l'aviation (The Lost Squadron) de George Archainbaud
- 1933 : Je ne suis pas un ange (I'm no Angel) de Wesley Ruggles
- 1934 : Bolero de Wesley Ruggles
- 1935 : Symphonie burlesque (The Big Broadcast of 1936) de Norman Taurog
- 1935 : Je veux me marier (The Bride Comes Home) de Wesley Ruggles
- 1936 : Valiant Is the Word for Carrie de Wesley Ruggles
- 1936 : F-Man d'Edward F. Cline
- 1937 : Le Voilier maudit (Ebb Tide) de James P. Hogan
- 1937 : Le Démon sur la ville (Maid of Salem) de Frank Lloyd
- 1937 : À Paris tous les trois (I met him in Paris) de Wesley Ruggles
- 1938 : Noix-de-Coco Bar (Cocoanut Grove) d'Alfred Santell
- 1938 : La Huitième Femme de Barbe-Bleue (Bluebeard's Eighth Wife), d'Ernst Lubitsch
- 1939 : Never Say Die d'Elliott Nugent
- 1939 : The Night of Nights de Lewis Milestone
- 1939 : Le Roi de Chinatown (King of Chinatown) de Nick Grinde
- 1940 : The Biscuit Eater de Stuart Heisler
- 1940 : Passion sous les tropiques (Victory) de John Cromwell
- 1941 : Par la porte d'or (Hold back the Dawn) de Mitchell Leisen
- 1941 : Sous le ciel de Polynésie (Bahama Passage) d'Edward H. Griffith
- 1941 : L'Escadrille des jeunes (I wanted Wings) de Mitchell Leisen
- 1942 : Au pays du rythme (Star spangled Rythm) de George Marshall
- 1942 : Uniformes et Jupons courts (The Major and the Minor) de Billy Wilder
- 1943 : La Boule de cristal (The Crystal Ball) d'Elliott Nugent
- 1943 : Le Défilé de la mort (China) de John Farrow
- 1947 : En marge de l'enquête (Dead Reckoning) de John Cromwell
- 1948 : La Fosse aux serpents (The Snake Pit) d'Anatole Litvak
- 1948 : La Femme sur la plage (The Woman on the Beach) de Jean Renoir
- 1948 : Verdict secret (Sealed Verdict) de Lewis Allen
- 1948 : L'Homme aux abois (I walk Alone) de Byron Haskin
- 1949 : L'Héritière (The Heiress) de William Wyler
- 1949 : Ma bonne amie Irma (My Friend Irma), de George Marshall

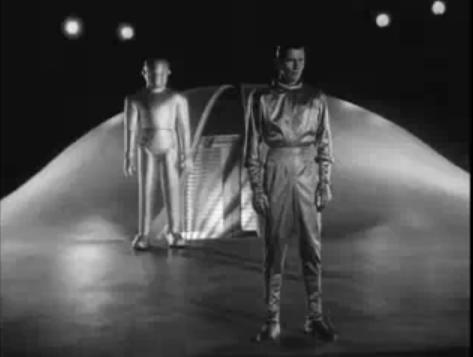
Prise de vue pour Le Jour où la Terre s'arrêta (1951) : Lock Martin (à gauche) et Michael Rennie

- 1950 : Planqué malgré lui (When Willie comes marching Home) de John Ford
- 1950 : La Rue de traverse (Paid in Full), de William Dieterle
- 1950 : Fureur secrète (The Secret Fury) de Mel Ferrer
- 1951 : L'Ambitieuse (Payment on Demand) de Curtis Bernhardt
- 1951 : Le Jour où la Terre s'arrêta (The Day the Earth stood still) de Robert Wise
- 1951 : L'Énigme du lac Noir (The Secret of Convict Lake) de Michael Gordon
- 1951 : À l'assaut de la gloire (Follow the sun) de Sidney Lanfield
- 1952 : Cinq Mariages à l'essai (We're not married !) d'Edmund Goulding
- 1952 : The Pride of St. Louis de Harmon Jones
- 1952 : Seules les femmes savent mentir (My Wife's Best Friend) de Richard Sale
- 1953 : Le Général invincible (The President's Lady) d'Henry Levin
- 1953 : L'Étrange Mr. Slade ou Le Tueur de Londres (Man in the Attic) d'Hugo Fregonese
- 1953 : Meurtre prémédité (A Blueprint for Murder) d'Andrew L. Stone
- 1955 : Les Implacables (The Tall Men) de Raoul Walsh
- 1955 : Le Rendez-vous de Hong Kong (Soldier of Fortune) d'Edward Dmytryk
- 1955 : Tant que soufflera la tempête (Untamed) d'Henry King
- 1956 : Le Temps de la colère (Between Heaven and Hell) de Richard Fleischer
- 1956 : Bungalow pour femmes (The Revolt of Mamie Stover) de Raoul Walsh
- 1956 : Le Conquérant (The Conqueror) de Dick Powell
- 1957 : Le soleil se lève aussi (The Sun also rises) de Henry Hathaway
- 1958 : Le Temps de la peur (In Love and War) de Philip Dunne
- 1958 : Tonnerre sur Berlin (Fräulein) de Henry Koster
- 1959 : Voyage au centre de la Terre (Journey to the Center of the Earth) d'Henry Levin
- 1960 : Du haut de la terrasse (From the Terrace) de Mark Robson
- 1962 : Marilyn Monroe : Les Derniers Jours (Something's Got to Give) de George Cukor
- 1962 : Le Shérif de ces dames (Follow that Dream) de Gordon Douglas
- 1963 : Un dimanche à New York (Sunday in New York) de Peter Tewksbury
- 1964 : L'Île des dauphins bleus (Island of the Blue Dolphins) de James B. Clark
- 1965 : Étranges compagnons de lit (Strange Bedfellows) de Melvin Frank

## Nominations
- Oscar de la meilleure photographie (nominations uniquement) :
  - En 1942, catégorie noir et blanc, pour Par la porte d'or ;
  - Et en 1950, catégorie noir et blanc, pour L'Héritière.